# Vitas
Vitali Vladasovytsj Gratsjov (Oekraïens: Віталій Владасович Грачов, Russisch: Вита́лий Владиславович Грачёв, Daugavpils of Odessa, 19 februari 1979), beter bekend onder zijn artiestennaam Vitas (Russisch: Витас), is een Oekraïense zanger. Vitas wordt vooral gekenmerkt door zijn falsetto en werd in 2015 ook bekend van een viral video.

## Biografie
Vitali Gratsjov werd op 19 februari 1979 geboren in Daugavpils in het zuidoosten van het huidige Letland. Op jonge leeftijd verhuisde hij naar Odessa, waar hij zijn school afmaakte. Na zijn schooltijd ging hij naar Moskou waar hij begon met muziek maken en tevens werkte hij een tijdje bij de televisiezender TV-6. Vitas nam in 2000 een clip op voor zijn zelfgeschreven liedje Opera #2. Het nummer bevatte veel falsettonoten, wat hem onder de publieke aandacht bracht in Rusland. Vitas werd daarna een frequente gast bij televisieprogramma's en hield eigen concerten. In 2005 ging Vitas zich ook op de Aziatische markt richtten en brak door in China, waar hij ook tourde.
Vitas' videoclips voor de nummers Opera #2 en Sedmoj Element zijn door jaren heen vaak gedeeld via sociale media, zoals Facebook en Reddit, en werden miljoenen keren bekeken.

## Privéleven
Vitas woont samen met zijn vriendin Svitlana en heeft een zoon en een dochter. Hij woont in Odessa.
In 2007 werd Vitas aangehouden voor het rijden onder invloed in Rusland en zijn rijbewijs werd gevorderd voor 23 maanden. Omdat Vitas de Oekraïense nationaliteit heeft kon hij in 2008 weer een nieuw rijbewijs aanvragen in dat land. In 2012 werd Vitas in Moskou aangehouden voor het aanrijden van een fietser en voor het bezit van een nepwapen. Hij kreeg een boete van honderdduizend roebel voor het beledigen van de agenten ter plaatse.

## Geboortedatum, geboorteplaats en nationaliteit
Lang werd gedacht dat Vitas zou zijn geboren in 1981, maar tijdens zijn aanhouding in 2012 werd zijn rijbewijs gefotografeerd, waarop te zien was dat hij was geboren op 19 februari 1979.
In veel bronnen wordt vermeld dat Vitas in Daugavpils is geboren. Op zijn Oekraïense rijbewijs is echter Odessa als geboortestad opgegeven.
Vitas heeft de Oekraïense nationaliteit, maar er wordt ook vermeld dat Vitas de Russische nationaliteit zou hebben.

## Discografie

### Albums
- Filosofia tsjoeda (2001)
- Ulybnis! (2002)
- Mama (2003)
- Pensi mojej mamy (2003)
- Potseloej dlinojoe v vetsjnost (2004)
- Vozvrasjtsjenie domoj-1 (2006)
- Vozvrasjtsjenie domoj-2 (2007)
- Hity XX veka (2008)
- Skazji, tsjo ty ljoebisj (2009)
- Sjedervi trech vekov (2010)
- Mama i syn (2011)
- Tolko ty. Istoria mojej ljoebvi-1 (2013)
- Ja podarjoe tebe ves mir. Istoria mojej ljoebvi-2 (2014)